# Stauderbach (Schwarzach)
Der Stauderbach, auch Stauder Bach ist ein Fließgewässer und linker Zufluss der Schwarzach im österreichischen Bundeslande Vorarlberg. Im oberen Abschnitt heißt er Winsauerbach, auch Winsauer Bach. Er durchfließt den Bödelesee im Europaschutzgebiet Fohramoos.

## Geographie

### Verlauf
Die Quelle des Stauderbachs ist am Lank auf 1310 m Höhe bei Gewässerkilometer 5,9.
Als Winsauerbach fließt er nordwärts vorbei an der Parzelle Oberlose am Bödele. Er durchfließt den Bödelesee, auch Moorsee genannt, bei Gewässerkilometer 3,9 bis 3,8. Am Ende des Bödelesees steht die Kapelle Heilige Maria. Bei Gewässerkilometer 3,62 überquert die Bödelestraße L48 den Bach. Ab Gewässerkilometer 1,85 bei der Einmündung des Scheidbachs heißt der Bach Stauderbach. Er quert die Achrain-Anhöhe und teilt den Achrain in einen Dornbirner und Alberschwender Teil. Westlich liegt die Dornbirner Parzelle Winsau, östlich die Alberschwender Parzelle Achrain. Bei Gewässerkilometer 1,2 quert die Achrainstraße L49 den Bach. Er hat sich immer tiefer in das Stauderbachtobel gegraben.
Er mündet am Anfang des Schwarzachtobels in die Schwarzach. Die Mündung ist von der Schwarzachtobelstraße L7 aus gut zu sehen.

### Zuflüsse
- Losenbach (links), 3,95 km
- Scheidbach (rechts), 1,2 km

Beide Bäche sind sehr klein. Es gibt einen größeren Bach mit demselben Namen, der sich in der Nähe befindet, dieser fließt vom Losenpass Richtung Osten in die Bregenzerach.

### Grenzbildung
Bedeutung hat der Bach vor allem, weil er mehrere Grenzen bildet. Zwischen Gewässerkilometer 3,35 und 3,23 und weiters zwischen 2,27 und 1,85 bildet der Winsauerbach die Grenze zwischen Dornbirn und Schwarzenberg. Von Gewässerkilometer 1,85 bis zur Mündung bildet er als Stauderbach die Grenze zwischen Dornbirn und Alberschwende. Alle diese Grenzen sind auch Grenzen zwischen den Bezirken Bregenz und Dornbirn.
Ab Gewässerkilometer 3,62 bis zur Mündung bildet der Bach auch die Grenze zwischen den Lorenabergen und der Höchälpele-Weißenfluh-Gruppe, diese verläuft entlang der Linie Bregenzer Ach – Losenbach – Losenpass (Bödele) – Winsauerbach – Stauderbach – Schwarzach (Schwarzachtobel) – Rheintalebene. Das Österreichische Höhlenverzeichnis begrenzt hier die Regionen 1113 Bödele-Schneiderkopf und 1111 Rheintal-Umrahmung.

## Naturschutz
Zwischen Gewässerkilometer 4,30 bis 3,78 durchfließt der Bach das Europaschutzgebiet Fohramoos. In diesen Bereich fällt auch der Bödelesee.